# کرنویبورگ
شهر کرنویبورگ (به آلمانی: Korneuburg) در استان  نیدراسترایش با جمعیت  ۱۱٬۷۳۶  نفر در کشور اتریش واقع شده‌است.